# Почесний хрест (Ройсс)

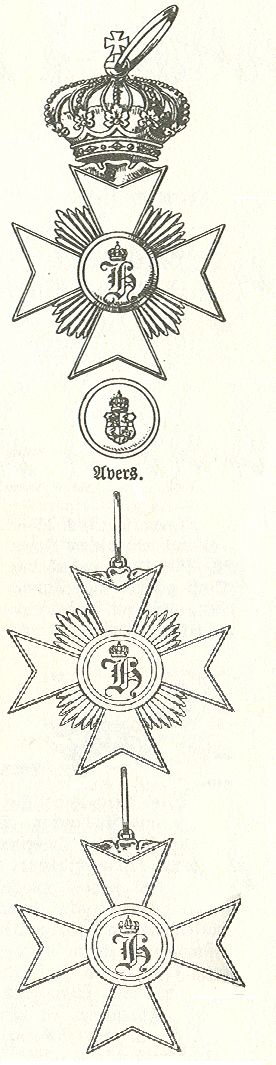
Почесні хрести різноманітних класів.

Князівський почесний хрест Ройссів (нім. Fürstlich Reußische Ehrenkreuz) — нагорода князівств Ройсс.

## Історія
Орден був заснований 23 травня 1869 року князем Генріхом XIV як нагорода князівства Ройсс молодшої лінії. Спочатку хрест мав 4 класи, в 1885 році був доданий ще 1 клас, срібна медаль Заслуг і корона для 1-го класу за особливі хаслуги, а в 1897 році — золота медаль Заслуг. В 1902 році князь Генріх став регентом князівство Ройсс старшої лінії, а хрест став нагородою обох князівств і династичним орденом дому Ройсс. В 1909 році князь Генріх XXVII додав до ордена офіцерський хрест (за статусом знаходився між хрестами 2-го і 1-го класу), мечі за військові заслуги, а корона стала додатком до всіх класів. В 1915 році він також додав бойову стрічку за військові заслуги. Загалом на той момент хрест мав 38 варіантів.

## Опис
Восьмикутний золотий хрест, вкритий білою емаллю. Між променями хреста — золоті пучки променів. В центрі хреста — круглий медальйон, покритий чорною емаллю, оточений золотим обручем. На аверсі медальйона зображений герб дому Ройсс, на реверсі — стилізована буква Н, увінчана короною. Хрести 1-го і 2-го класу відрізнялись тільки розмірами. Хрест 3-го класу виготовлявся зі срібла без емалі. Хрест 4-го класу не мав пучків променів.
Кругла медаль виготовлялась із срібла, золота вкривалась позолотою. На аверсі був напис «За заслуги» (нім. Für Verdienst), оточений вінком з дубового листя, на реверсі — стилізована буква Н, увінчана короною. 
Хрест носили на пурпуровій стрічці: 1-го класу — на шиї, інші класи і медаль — на лівому боці грудей, офіцерський хрест носили без стрічки. Бойова стрічка — жовта з червоними і чорними смугами по краях. Князі Ройсс носили хрести на блакитній стрічці з пурпуровими краями.